# Ceintrey
Ceintrey ist eine französische Gemeinde mit 911 Einwohnern (1. Januar 2022) im Département Meurthe-et-Moselle in der Region Grand Est (vor 2016 Lothringen). Sie gehört zum Arrondissement Nancy und zum Gemeindeverband Pays du Saintois.

## Geografie
Die Gemeinde Ceintrey im Saintois liegt am unteren Madon, einem linken Nebenfluss der Mosel, 17 Kilometer südlich von Nancy.
Das 11,08 km² umfassende Gemeindegebiet erstreckt sich auf einer Länge von sechs Kilometern in Südwest-Nordost-Richtung beiderseits des Madon. Durch den Bereich des Ortskerns fließt der Ruisseau de Corps Fontaine zum Madon, dessen Seitental die bis zu 70 Meter hohen Uferhänge am Madon unterbrechen. Der Ruisseau de Ceval, der ebenfalls in den Madon mündet, bildet die nordwestliche Gemeindegrenze Ceintreys. Im äußersten Süden hat Ceintrey einen Anteil an der markanten, zwei Kilometer nach Osten ausbuchtenden Flussschlinge des Madon, die einer Lanzenspitze ähnelt. Zum Gemeindegebiet von Ceintrey zählt auch ein Teil des ca. 700 ha großen Forêt de Benney, der bis an die Mosel reicht.
Zu Ceintrey gehört der nordöstlich des Dorfkerns liegende Ortsteil Le Point du Jour.
Nachbargemeinden von Ceintrey sind Pulligny im Norden, Flavigny-sur-Moselle und Benney im Nordosten, Voinémont im Südosten, Lemainville und Gerbécourt-et-Haplemont im Süden, Clérey-sur-Brenon im Südwesten sowie Autrey im Westen.

## Geschichte
Ceintrey wurde erstmals 1183 in einer Schenkungsurkunde des Touler Bischofs Pierre de Brixey an das Kloster Clairlieu im Zusammenhang mit einem Stephanus de Synterei genannt.
Die Kirche Saint-Remy wurde im 18. Jahrhundert errichtet.
Eine Besonderheit ist die Agglomeration der Gemeinden Ceintrey und Voinémont, die geografisch zusammengewachsen und lediglich administrativ getrennt sind. Die Grenze zwischen beiden Gemeinden führt mitten durch bebautes Gebiet. Über die 2012 geschaffene Gemeindegemeinschaft Pays du Saintois, der beide Gemeinden angehören, werden Fragen der Regionalplanung, der Wirtschaftsentwicklung und nicht zuletzt der Unterhalt der Grundschulen gemeinsam geregelt.

### Bevölkerungsentwicklung
| Jahr      | 1962 | 1968 | 1975 | 1982 | 1990 | 1999 | 2006 | 2013 | 2021 |
| Einwohner | 454  | 489  | 552  | 630  | 698  | 741  | 775  | 913  | 932  |

Im Jahr 2021 wurde mit 932 Bewohnern die bisher höchste Einwohnerzahl ermittelt. Die Zahlen basieren auf den Daten von INSEE.

## Wirtschaft und Infrastruktur
Ein Teil der Einwohner von Ceintrey ist in den elf Landwirtschaftsbetrieben beschäftigt (Getreideanbau, Gärtnerei, Milchwirtschaft). Im Ort sind darüber hinaus kleine Handwerks- und Dienstleistungsbetriebe (unter anderem eine Poststation) sowie eine Natursteinfirma (Pierre Lembo) ansässig. Viele Einwohner aus Ceintrey und Umgebung pendeln in die nahen Industriegebiete in und um Nancy.
Ceintrey ist Grundschulstandort (l’école primaire) auch für den Nachbarort Voinémont (le syndicat Interscolaire Ceintrey-Voinémont).
Durch die Gemeinde Ceintrey führt die Départementsstraße 913 von Metz über Nancy nach Mirecourt. Die Départementsstraße 5 zweigt in Ceintrey nach Vézelise ab. Im Nordosten des Gemeindeareals verläuft die autobahnähnliche RN 57 (Metz–Nancy–Épinal). Der Bahnhof Ceintrey am westlichen Madonufer liegt an der Bahnlinie Nancy–Mirecourt–Merrey, die vom TER Grand Est betrieben wird.

## Belege
1. ↑  cistels.free.fr/Abbayes/Clairlieu
2. ↑  Ceintrey auf INSEE
3. ↑  Landwirtschaftsbetriebe auf annuaire-mairie.fr (französisch)